# Rowland York
Rowland York (overleden 1588) was een Engels huursoldaat in de Tachtigjarige Oorlog. Hij vocht als katholiek aan Staatse zijde, maar pleegde in 1587 verraad door Zutphen uit te leveren aan de Spanjaarden.

## Leven
Rowland York was de negende van elf zonen van  Sir John York, muntmeester. Hij nam in 1572 vrijwillig dienst om in de Spaanse Nederlanden aan de zijde van de Opstand te gaan vechten onder leiding van Humphrey Gilbert. Ze probeerden Goes te ontzetten.
In 1573 ondernam hij een tweede campagne onder Thomas Morgan (overleden 1595). Hij scheepte op 19 maart in bij Gravesend met zijn twee metgezellen, George Gascoigne en William Herle, maar het schip waarop zij voeren verging bijna. Gascoigne weet het aan een dronken loods, maar stormweer had er wellicht meer mee te maken. Nadat hij het Engelse kamp veilig bereikte, nam York in augustus van dat jaar deel aan de aanval op Goes onder leiding van kapitein Humphrey Gilbert en Jerome Tseraerts, vertegenwoordiger van Willem van Oranje.
De meningen over York waren verdeeld. Door sommigen werd hij beoordeeld als moedig, vooruitziend en ijverig. In de Slag bij Rijmenam werd hij speciaal vermeld omdat twee paarden van onder hem waren geschoten. Maar zijn losbandigheid en het feit dat hij een rooms-katholiek was, waren er de reden voor dat hij van het begin af aan werd gewantrouwd door de Staten. In oktober 1580 rapporteerde William Herle aan Francis Walsingham dat York was gearresteerd op beschuldiging van een misdrijf.
Vier jaar later werd York vastgezet op beschuldiging van betrokkenheid in een complot om Gent en Dendermonde te verraden aan de hertog van Parma. Tegen het advies van de prins van Oranje, die liever korte metten met hem had gemaakt, werd hij in de gevangenis gegooid in Brussel, waaruit hij in december 1584 werd vrijgelaten op voorspraak van Leicester en Sidney. 
Hij nam in 1586 deel aan de expeditie onder Leicester, die los van John Norreys wilde opereren, en kreeg het commando over de Schans van Zutphen. Hij beklaagde zich tegenover de Staten over het gebrek aan provisies en voelde zich in toenemende mate gefrustreerd. Op 18-19 januari 1587 liep hij over en leverde hij Zutphen uit aan de Spanjaarden, terwijl William Stanley hetzelfde deed met Deventer. Volgens de historicus William Camden (1551-1623) was York de drijvende kracht van de twee en handelde hij uit wrok tegen Leicester. Anderen menen dat Stanley hem misleidde of dat hij vreesde door Norreys te worden uitgeleverd aan de Nederlanders, die hem schuldig achtten aan de gebeurtenissen van 1584.
Hij werd benoemd tot kapitein van een troep lansiers in Spaanse dienst, maar hij vond dat hij daarmee niet voldoende was beloond. Omdat hij bekendstond als een drieste en vastberaden schurk, zouden de Spanjaarden hem uit voorzorg hebben laten vergiftigen om een eventueel dubbelverraad te voorkomen. Hij stierf op een zondag in februari 1588, na eerst de sacramenten te hebben ontvangen. Drie jaar later werd zijn lichaam in opdracht van de Staten opgegraven en alsnog aan de galg opgehangen. 
Zijn erfgenaam was Edmund Yorke, die in 1595 te Tyburn werd geëxecuteerd voor een poging om koningin Elizabeth te vermoorden.